# Villangómez
Villangómez è un comune spagnolo di 226 abitanti situato nella comunità autonoma di Castiglia e León.
Il comune comprende la località di Villafuertes.